# Criptoxantină
β-criptoxantina sau simplu criptoxantina este un pigment natural din clasa xantofilelor, fiind foarte răspândit în natură. Din punct de vedere chimic, este un derivat tetraterpenic (mai exact, de beta-caroten) ce conține grupă hidroxil (-OH).
În organismul uman, β-criptoxantina este convertită la  vitamina A (retinol), fiind astfel o provitamină A, acționează ca antioxidant și previne leziunile celulare induse de radicalii liberi.